# County Wicklow
Wicklow (Iers: Cill Mhantáin) is een graafschap aan de oostkust van Ierland, en ligt ten zuiden van county Dublin. Het heeft een oppervlakte van ongeveer 2024 km² en had in 2011 136.448 inwoners.
De hoofdstad van de county is Wicklow (inw. 9355), alhoewel de grootste bevolkingsgroep (30.951) in Bray woont. Greystones (11.913 inw.) en Bray liggen beide aan de DART-lijn: een stadsspoorweg die de regio Dublin doorkruist.
Wicklow staat bekend als de laatste county omdat het de laatste was die werd opgericht. Een Military Road werd door het graafschap gelegd om het Britse leger snel toegang te kunnen geven tot de Ierse rebellen die tot in de 19e eeuw zich schuilhielden in de Wicklow Mountains.
Wicklow staat ook bekend als De tuin van Ierland. De ruïnes van de abdij bij Glendalough zijn een bekende toeristische attractie.

## Geografie
- Glendalough, vallei

### Plaatsen
| Engels              | Iers                 | Inwoners |
| ------------------- | -------------------- | -------- |
| Annamoe             | Áth na mBó           | -        |
| Arklow              | An tInbhear Mór      | 13.399   |
| Aughrim             | Eachroim             | 1.442    |
| Avoca               | Abhóca               | 771      |
| Ballinaclash        | An Chlais            | 311      |
| Baltinglass         | Bealach Conglais     | 2.137    |
| Blessington         | Baile Coimin         | 5.611    |
| Bray                | Bré                  | 33.512   |
| Carnew              | Carn an Bhuá         | 1.052    |
| Coolboy             | Cuil Bui             | 267      |
| Delgany             | Deilgne              | 3.068    |
| Donard              | Dún Ard              | 196      |
| Dunlavin            | Dún Leamhán          | 1.150    |
| Enniskerry          | Áth na Scairbhe      | 2.008    |
| Glenealy            | Gleann Fhaídhle      | 623      |
| Greenan             | An Grianán           | -        |
| Greystones          | Na Clocha Liatha     | 22.009   |
| Kilcoole            | Cill Chomghaill      | 4.239    |
| Kilmacanogue        | Chill Mocheanog      | 1.240    |
| Knockananna         | Cnoc an Eanaigh      | 143      |
| Laragh              | An Láithreach        | 342      |
| Newtownmountkennedy | Baile an Chinnéidigh | 2.835    |
| Rathdrum            | Ráth Droma           | 2.264    |
| Rathnew             | Ráth Naoi            | 3.482    |
| Redcross            | An Chrois Dhearg     | 256      |
| Roundwood           | An Tochar            | 948      |
| Tinahely            | Tigh na hÉille       | 937      |
| Wicklow             | Cill Mhantáin        | 12.957   |
| Woodenbridge        | An Droichead Adhmaid | -        |

## Galerij

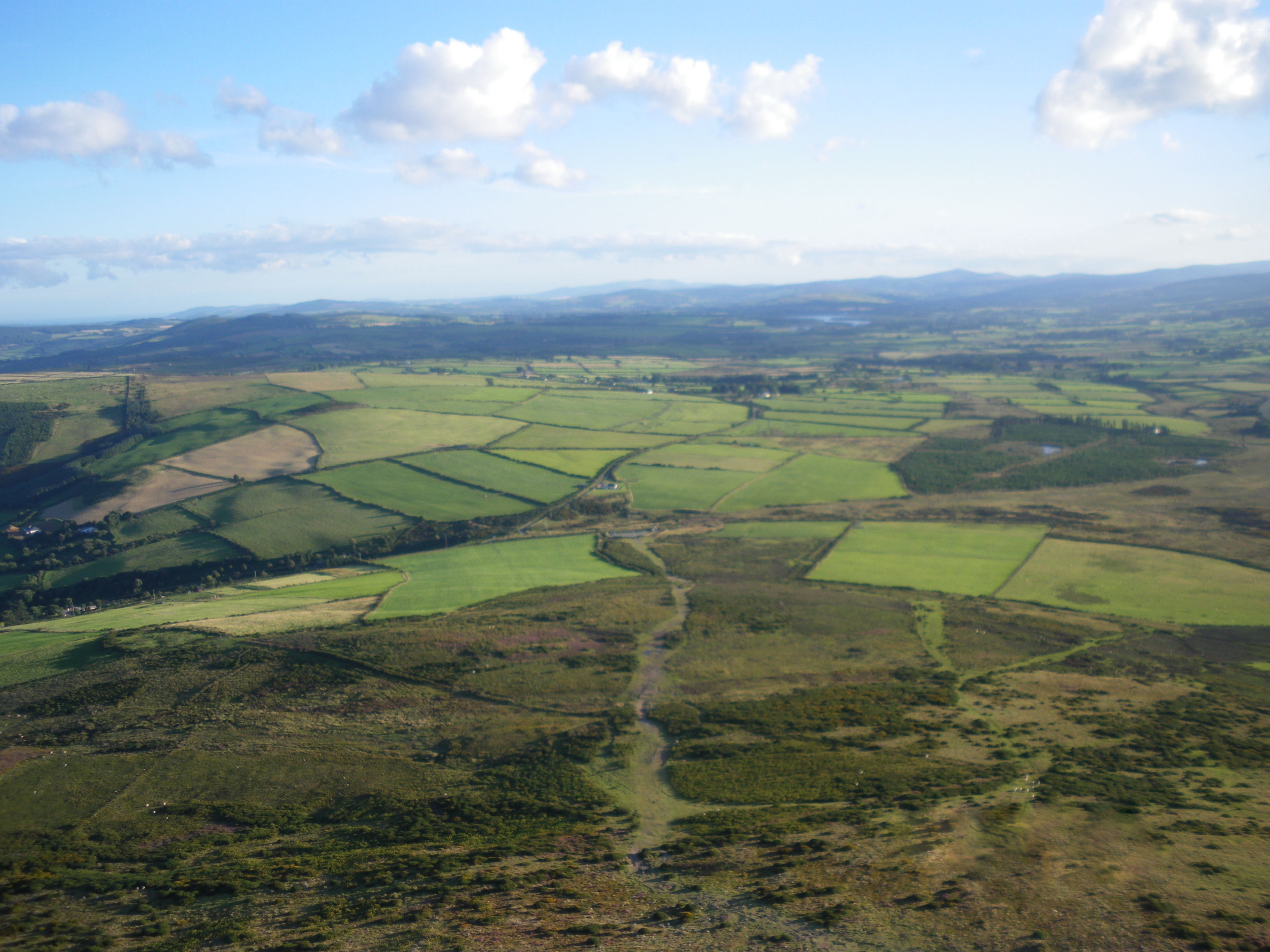
Landschap van Oost Wicklow
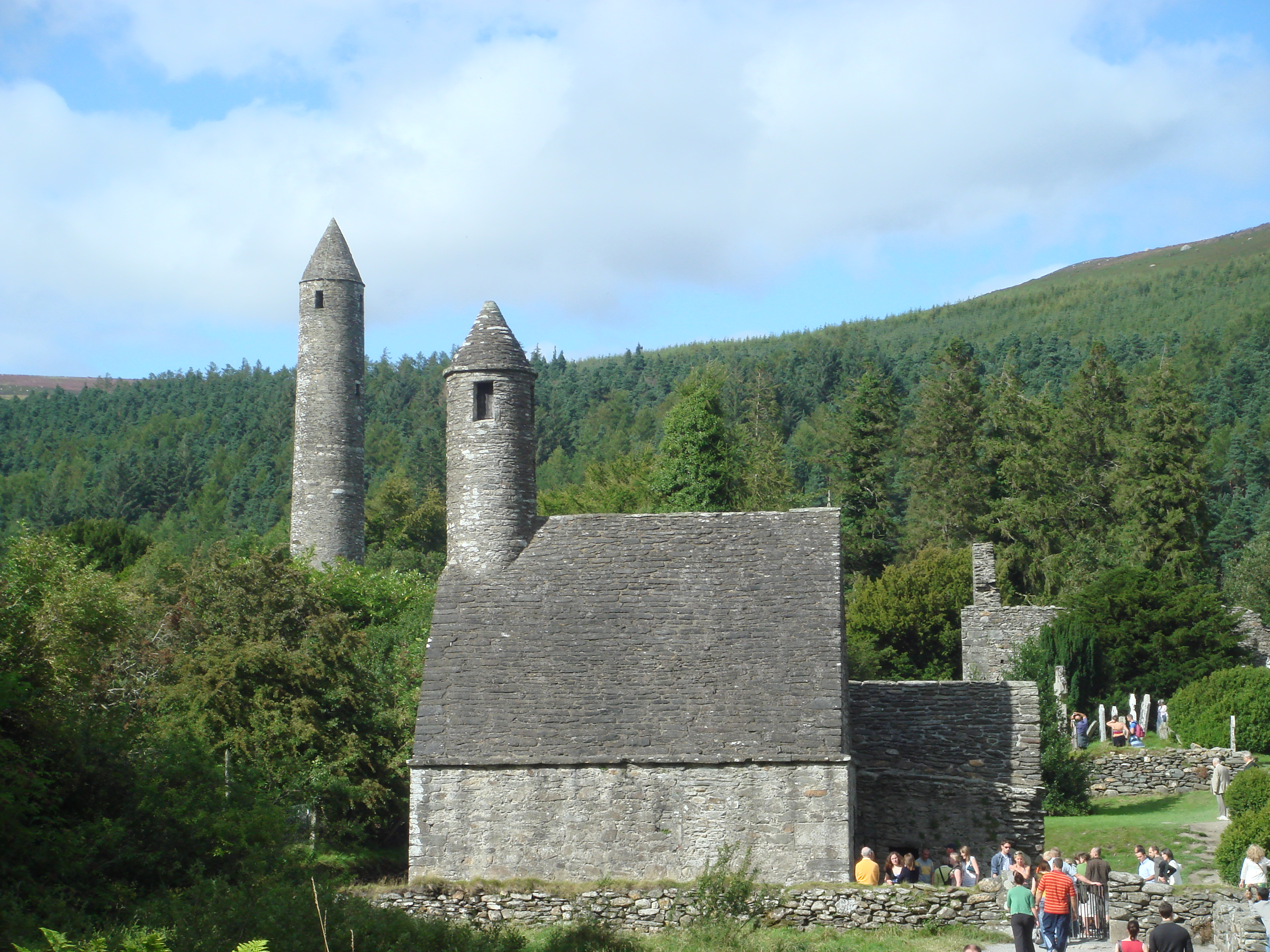
Klooster van Glendalough
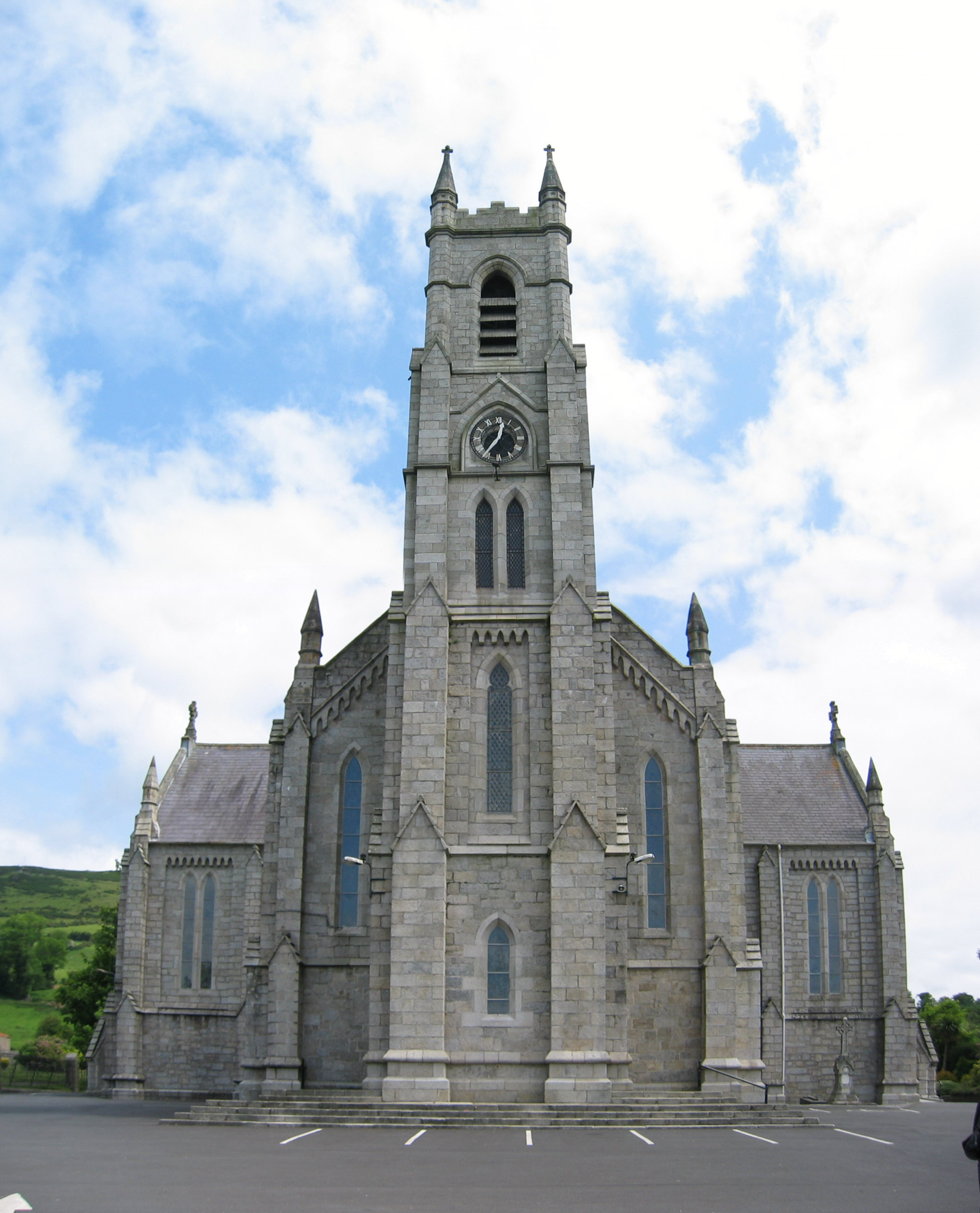
St. Joseph's Church, Baltinglass
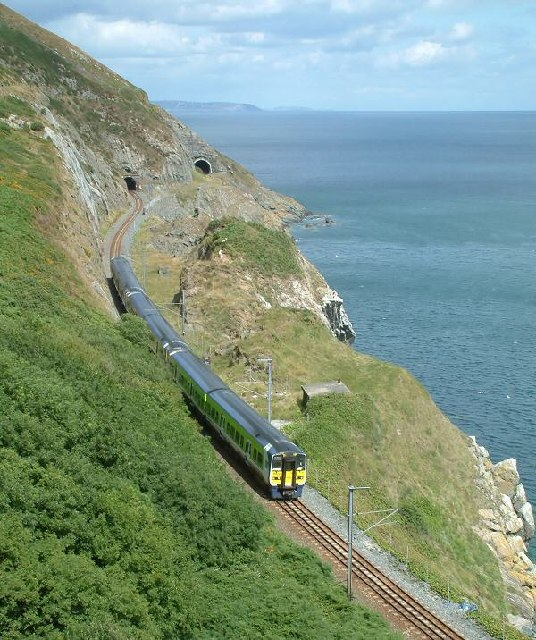
Kust bij Bray